# Rezerwat przyrody Groty Kryształowe
Rezerwat przyrody Groty Kryształowe – rezerwat przyrody nieożywionej w województwie małopolskim (powiat wielicki, gmina Wieliczka, miasto Wieliczka). Pierwszy w Polsce rezerwat podziemny. Zajmuje powierzchnię 1,04 ha, zaś jego naziemna otulina liczy 2,065 ha.
Utworzony w 2000 roku w wielickiej kopalni soli, w obrębie naturalnych pustek podziemnych: Groty Kryształowej Dolnej (706 m³) i Górnej (1000 m³) na głębokości 70–114 m. Ochronie podlega unikatowe nagromadzenie kryształów halitu o znacznych rozmiarach oraz formy krasu solnego.
Według obowiązującego planu ochrony, obszar rezerwatu jest objęty ochroną czynną. Rezerwat nie jest udostępniony do masowego zwiedzania ze względu na ryzyko szkodliwych zmian mikroklimatu spowodowanych obecnością ludzi, mogących skutkować korozją kryształów. Może być udostępniony do celów naukowych i edukacyjnych.
Nadzór nad rezerwatem sprawuje Zarząd Kopalni Soli Wieliczka S.A.